# Медельїн (Бадахос)
Медельїн (ісп. Medellín) — муніципалітет в Іспанії, у складі автономної спільноти Естремадура, у провінції Бадахос. Населення — 2343 особи (2010).
Муніципалітет розташований на відстані близько 250 км на південний захід від Мадрида, 90 км на схід від Бадахоса.
На території муніципалітету розташовані такі населені пункти: (дані про населення за 2010 рік)
- Медельїн: 1982 особи
- Єльбес: 361 особа

## Демографія
Динаміка населення (INE ):

## Персоналії
- Ернан Кортес (1485—1547) — кастильський конкістадор і першовідкривач нових земель, завойовник Мексики.